# Oľšinkov
Oľšinkov (in tedesco Olschinka, in ungherese Meggyfalu, in ruteno Vyšynkiv) è un comune della Slovacchia facente parte del distretto di Medzilaborce, nella regione di Prešov.
Il villaggio fu menzionato per la prima volta nei documenti storici nel 1567. All'epoca apparteneva alla Signoria di Humenné. Nel XVIII secolo passò ai Szirmay e poi ai Dernáth.